# Verónica Schneider
 (octobre 2019).
Si vous disposez d'ouvrages ou d'articles de référence ou si vous connaissez des sites web de qualité traitant du thème abordé ici, merci de compléter l'article en donnant les références utiles à sa vérifiabilité et en les liant à la section « Notes et références ».
Verónica Schneider Rodríguez est une actrice et mannequin vénézuélienne, et une ex-reine de beauté, né à Caracas le 16 décembre 1978.

## Biographie
Elle a fait des études d'informatique dans la faculté de sciences dans l'université centrale du Venezuela. Elle est entrée à l'école de mannequinat de Gisselle Reyes en janvier 1998.
Elle a été élue Miss Monagas 1998 ce qu'il a conduit à participer au Miss Venezuela 1998 où elle a été classée 2e. En novembre de la même année, elle est partie aux îles Seychelles pour participer au Miss Monde 1998, mais elle n'a pas atteint les demi-finales.
En 2002, Schneider revient à la télévision et signe un contrat avec Vénévision. Elle obtient son premier rôle dans Mambo et Canela où elle interprète Wanda. En 2003, elle incarne le personnage de Marisela Ruiz Montero dans la telenovela Engañada (trahie). En 2004, elle part au Pérou pour interpréter le rôle de l'antagoniste Fernanda Velacochea dans la telenovela Besos robados. En 2005, elle signe un contrat avec RCTV et assume le rôle de Erika Hoffman dans Amantes, une production qui rappelle les débuts du XXe siècle.
Le 5 novembre 2008, Veronica accouche d'une petite fille qui s’appellera Sarah Palacios Schneider, fruit de son mariage avec le mannequin vénézuélien Enrique Palacios. En 2011, Schneider incarne un rôle qui marquera à jamais sa carrière, celui de Abril Armas dans la telenovela La viuda joven, production de Venevision.
Actuellement[Quand ?], elle se consacre au mannequinat et est l'égérie de Grünenthal Venezuela.
En 2012, elle est la protagoniste de la pièce théâtrale La Ratonera, adaptation de "Mousetrap" d'Agatha Christie.
Le 9 mai 2013, elle donne naissance, à Caracas, à son second enfant, un garçon, David Palacios Schneider.

## Télévision

### Telenovelas
- 2002 : Mambo y canela (Venevisión) - Wanda
- 2003 : Engañada (Venevisión) - Marisela Ruíz Montero
- 2004 : Besos robados (Frecuencia Latina) - Fernanda Velacochea
- 2005 : Amantes (RCTV) - Erika Hoffman
- 2006 : Y los declaro marido y mujer (RCTV) - Rebeca Ponti
- 2011 : La viuda joven (Venevisión) - Abril Armas
- 2018 : Mi familia perfecta : Alma Izaguirre